# Regiões históricas dos Estados Unidos
Encontram-se de seguida listadas algumas das regiões históricas dos Estados Unidos, ou seja, regiões que já foram entidades legais, ou que os modernos Estados Unidos não mantêm nem reconhecem como subdivisões regionais válidas.

## Era colonial (antes de 1776)
As treze colónias
- As Colônias da Nova Inglaterra

As treze colónias cederam as suas pretensões territoriais para oeste ao governo federal, permitindo a criação dos primeiros territórios, alguns dos quais passaram a estados

  - Província de New Hampshire mais tarde o  estado de New Hampshire
  - Província da Baía de Massachusetts mais tarde os  estados de Massachusett e Maine
  - Colônia de Rhode Island mais tarde o  estado de Rhode Island
  - Colônia de Connecticut mais tarde o estado de Connecticut
- As Colônias Centrais
  - Província de Nova Iorque mais tarde os  estados de Nova Iorque e Vermont[1]
  - Província de Nova Jérsei mais tarde o  estado de Nova Jérsei
  - Província de Pensilvânia mais tarde o  estado de Pensilvânia
  - Colônia de Delaware mais tarde o  estado de Delaware
- As Colônias do Sul
  - Província de Maryland mais tarde o  estado de Maryland
  - Colônia e Domínio da Virgínia mais tarde os estados de Virgínia, Kentucky e Virgínia do Oeste
  - Província da Carolina do Norte mais tarde os estados de Carolina do Norte e Tennessee
  - Província da Carolina do Sul mais tarde o estado de Carolina do Sul
  - Província da Geórgia mais tarde o estado de Geórgia

Distritos coloniais além das treze originais
- Domínio da Nova Inglaterra
- East Jersey
- Reserva Índia (1763)
- Jamestown Settlement
- Colónia da Baía de Massachusetts
- Terra Narragansett
- Colónia de New Haven
- Nova Holanda
- Nova Suécia
- Colónia de Plymouth
- Colónia de Popham
- Província da Carolina
- Província do Maine
- Colónia de Roanoke
- West Jersey

Colónias propostas mas não realizadas ou não reconhecidas
- Transylvania
- Vandalia
- Charlotina
- Colónia do Mississippi

## Regiões cedidas, anexadas ou compradas a estados ou potências estrangeiras
- Compra do Alasca
- Compra Gadsden

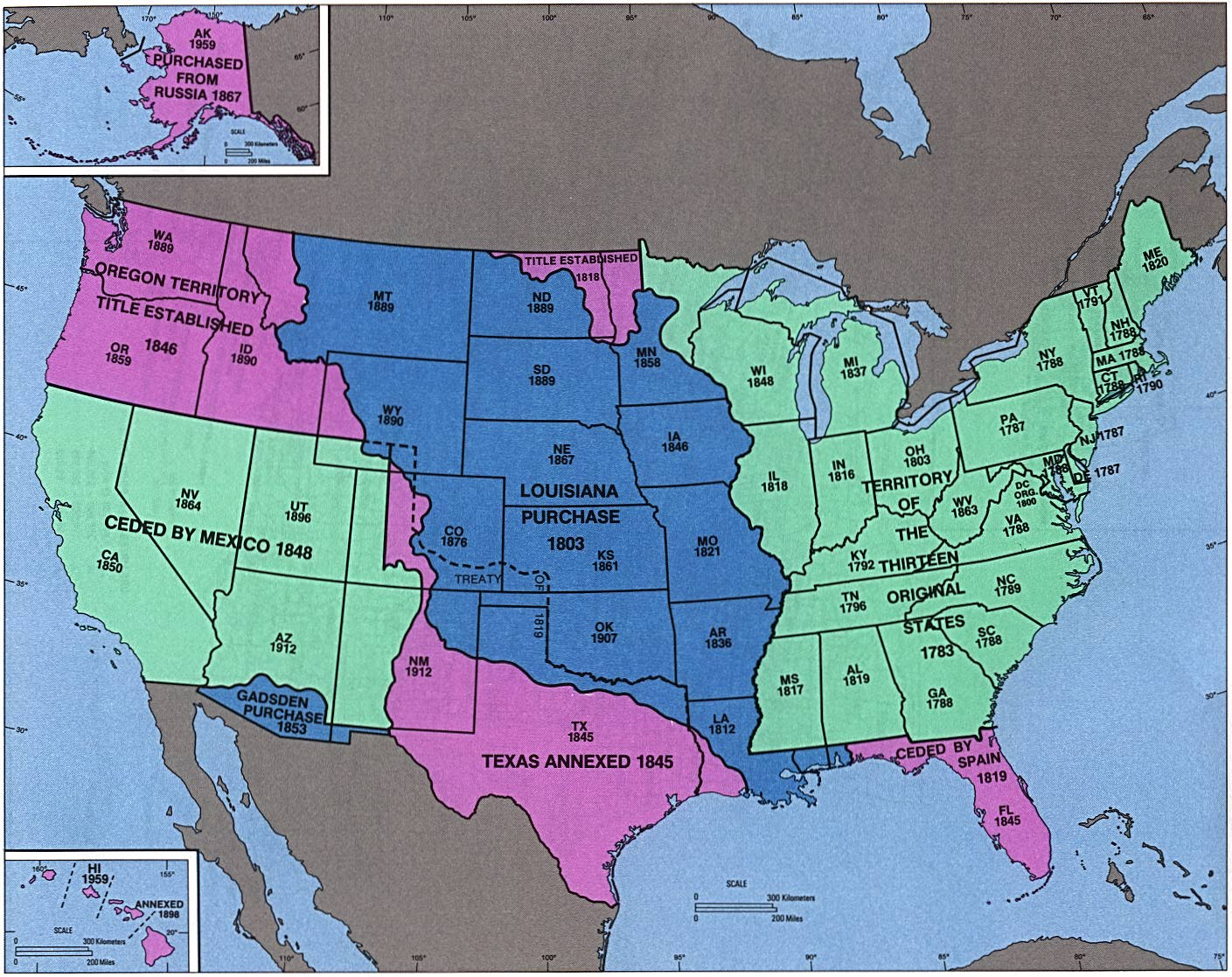
Mapa do Census Bureau (c. 1974?) com as aquisições territoriais e datas de adesão dos estados ou ratificação da Constituição.

- Compra da Luisiana, originalmente Luisiana (Nova França)

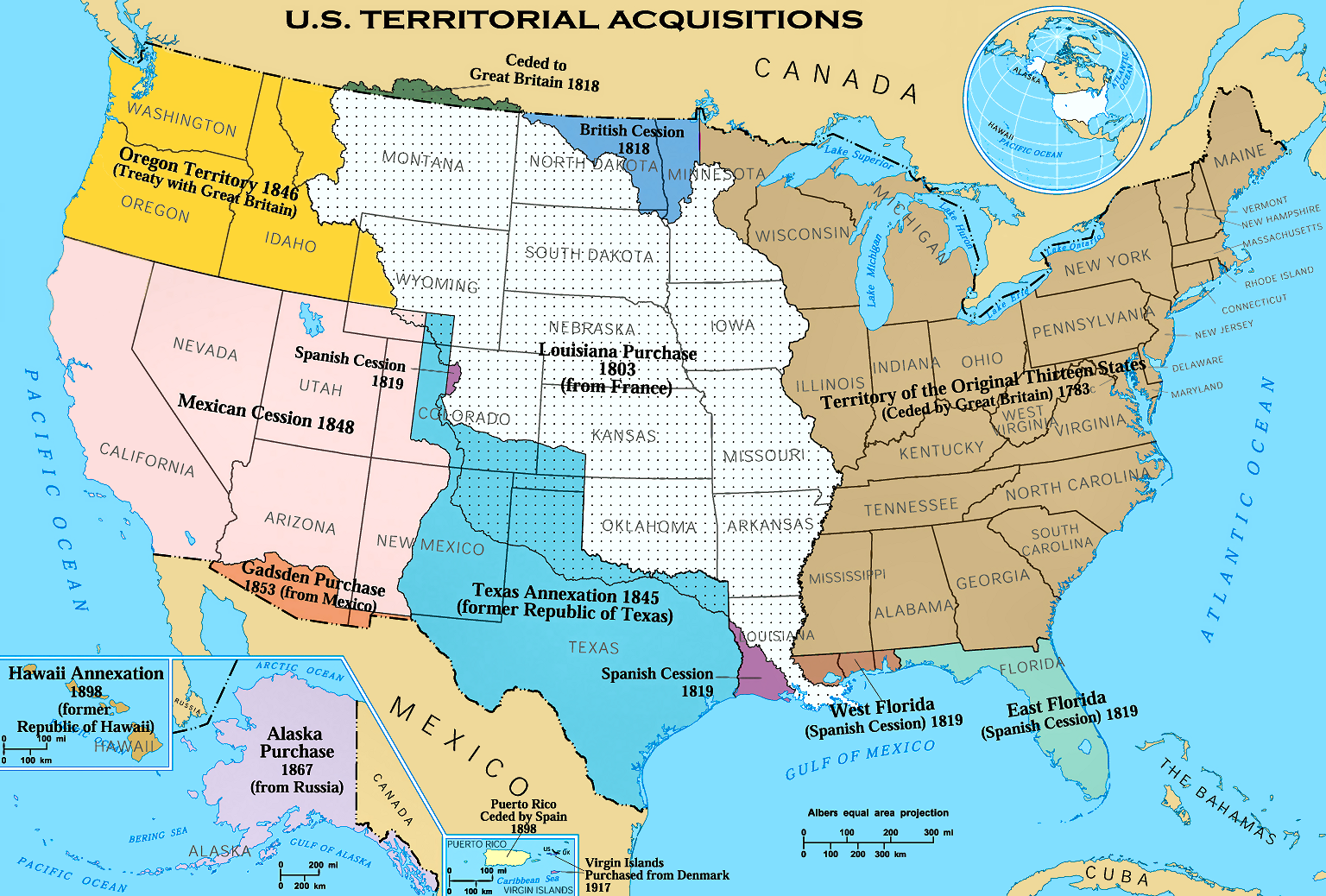
Mapa das aquisições territoriais dos EUA.

  - Grandes Planícies
  - Estado Livre de Sabine
- Cessão Mexicana
  - Territórios do Sudoeste
- Oregon Country
- Bacia do Rio Red
- Compra da Florida
  - East Florida
  - West Florida
- Cessões de Estados
  - Illinois Country
  - Ohio Country
  - Terras Yazoo
- Anexação do Texas

## Empréstimos, cessões, compras, distritos, reclamações ou colonizações internas
- Território do Arizona (CSA) (Arizona, New México)
- Carver's Tract (Wisconsin)
- Cherokee Strip (Kansas)
- Cumberland District (Carolina do Norte) também dito District of Miro (Tennessee)
- Departmento do Alaska
- District of Alaska
- District of Arkansas
- District of Columbia
- District of Kentucky
- District of Louisiana
- District of Maine
- District of West Augusta (Pensilvânia, Virgínia)
- Equivalent Lands (Connecticut-Massachusetts)
- Fairfax Grant (Virgínia)
- German Coast (Luisiana)
- Gorges Patent (Maine)
- Granville District (Carolina do Norte)
- Honey Lands (disputada entre Iowa e Missouri)
- Jackson Purchase (Kentucky ed Tennessee)
- King's College Tract (Vermont)
- Marquette District (Wisconsin)
- Military Tract de 1812 (Illinois, Michigan, Arkansas, Missouri)
- Mobile District
- New Hampshire Grants (Vermont)
- New York Lands (Kansas)
- Pembina Territory (Dakotas, Minnesota)
- Platte Purchase (Missouri)
- Pike's Peak Country (Colorado)
- Saginaw Cession (Michigan)
- Territory of Sagadahock (Maine)
- Trans-Mississippi
- Transylvania Purchase (Kentucky)
- Waldo Patent (Maine)
- Washington District, North Carolina (Tennessee)

### Iowa
- Black Hawk Purchase
- Dubuque's Claim
- Giard Grant
- Half-Breed Tract
- Honey Lands (disputada entre Iowa e Missouri)
- Iowa District
- Keokuk's Reserve
- Neutral Ground (Iowa)
- Potawatomi Cession
- Sac and Fox Cession
- Sioux Cession

### Nova Iorque
- Central New York Military Tract (Nova Iorque)
- The Holland Purchase (Nova Iorque)
- The Mill Yard Tract (Nova Iorque)
- The Morris Reserve (Nova Iorque)
- Macomb's Purchase (Nova Iorque)
- Phelps and Gorham Purchase (Nova Iorque)
- The Triangle Tract (Nova Iorque)
- The Purchase of New Jersey (Nova Iorque)

### Ohio
- Canal Lands
- College Lands
- College Township

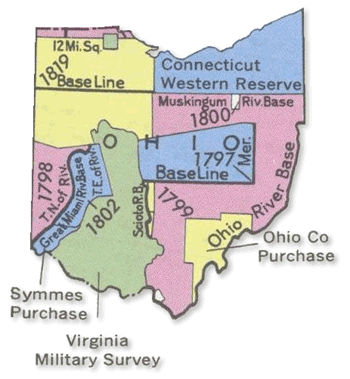
Map of the Ohio Lands

- Congress Lands or Congressional Lands (1798-1821)
  - Congress Lands North of Old Seven Ranges
  - Congress Lands West of Miami River
  - Congress Lands East of Scioto River
  - North and East of the First Principal Meridian
  - South and East of the First Principal Meridian
- Connecticut Western Reserve
- Dolerman's Grant
- Dohrman Tract
- Donation Tract
- Ephraim Kimberly Grant
- Firelands oru Sufferers' Lands
- Fort Washington
- French Grant
- Gnadenhutten Tract
- Indian Land Grants
- Maumee Road Lands
- Michigan Survey ou Michigan Meridian Survey or Toledo Tract
- Miami & Erie Canal Lands
- Ministerial Lands
- Moravian Indian Grants
- Ohio & Erie Canal Lands
- Ohio Company of Associates
  - Purchase on the Muskingum
- Refugee Tract
- Salem Tract
- Salt Reservations ou Salt Lands
- Schoenbrunn Tract
- School Lands
- Seven Ranges ou Old Seven Ranges
- Symmes Purchase ou Miami Purchase e/ou Land Between the Miamis
- Toledo Strip, objecto da Guerra de Toledo entre Ohio e Michigan, que não derramou sangue
- Turnpike Lands
- Twelve-Mile Square Reservation
- Two-Mile Square Reservation
- United States Military District
- Virginia Military District
- Zane's Tracts ou Zane's Grant ou Ebenezer Zane Tract

### Oklahoma
- Big Pasture

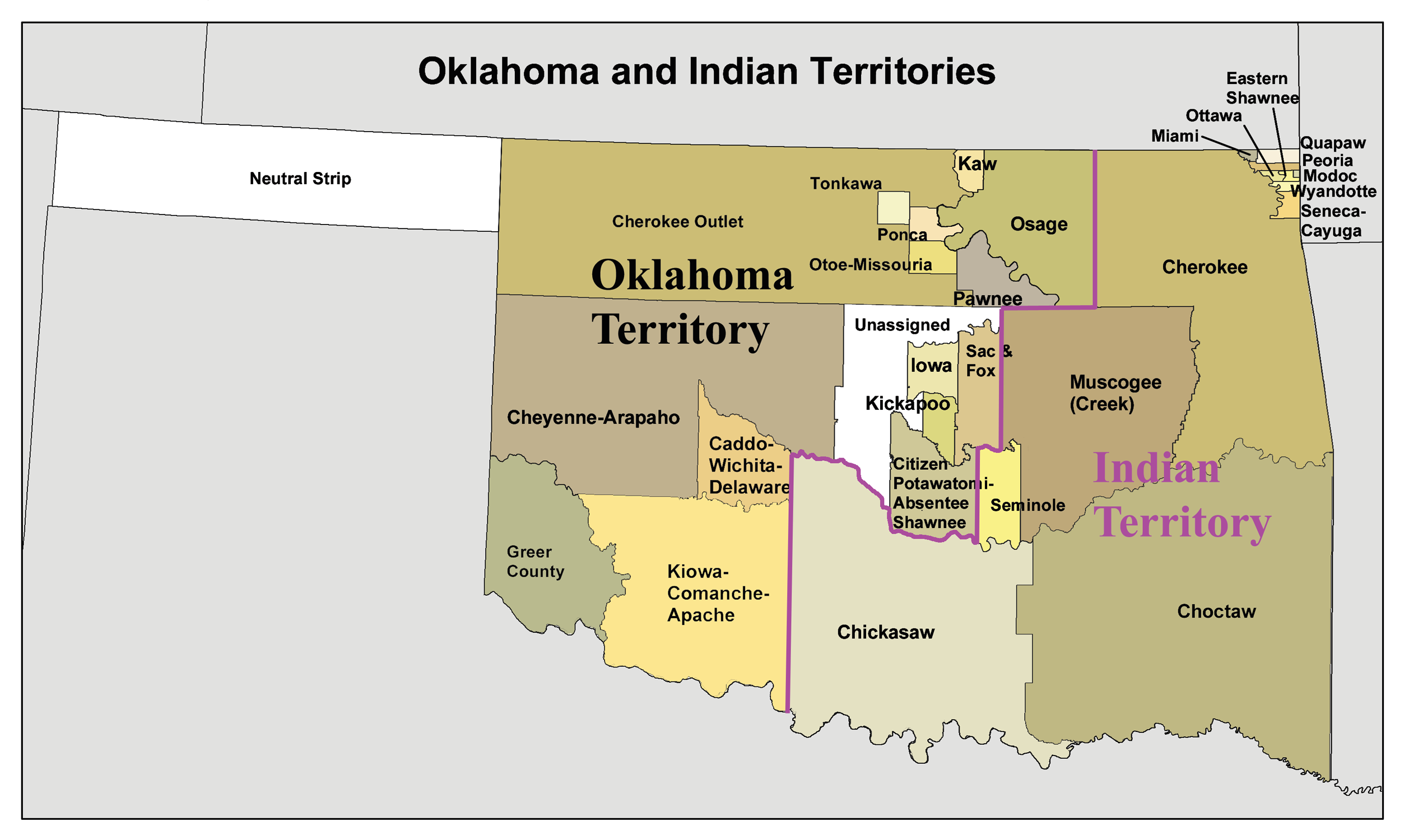
Map of Oklahoma and Indian Territories

- Cherokee Outlet, or Cherokee Strip
- Cimarron Territory
- Greer County
- Indian Territory
- Neutral Strip (também conhecido como "No Man's Land")
- Oklahoma Territory
- State of Sequoyah
- Unassigned Lands

#### Reservas Ameríndias
- Cheyenne-Arapaho
- Commanche, Kiowa e Apache
- Iowa
- Kaw
- Kickapoo
- Osage
- Ponca e Otoe–Misouria
- Citizen Potawatomi e Absentee Shawnee
- Sac and Fox Reserve
- Tonkawa Reserve
- Wichita e Caddo

### Pensilvânia
- Erie Triangle
- Walking Purchase
- Welsh Tract

## Antigos territórios organizados
- Território a Noroeste do Rio Ohio (1789–1803) tornar-se-ia o actual Ohio
- Território a Sul do Rio Ohio (1790–1796) tornar-se-ia o actual Tennessee
- Território do Mississippi (1798–1817)
- Território do Indiana (1800–1816)
- Território de Orleães (1804–1812) tornar-se-ia a actual Luisiana
- Território do Michigan (1805–1837)
- Território da Luisiana (1805–1812) (precedido pelo Distrito da Luisiana), depois Território do Missouri (1812–1821)
- Território do Illinois (1809–1818)
- Território do Alabama (1817–1819)
- Território de Arkansaw (1819–1836) tornar-se-ia o Arkansas
- Território da Florida (1822–1845)
- Território do Wisconsin (1836–1848)
- Território do Iowa (1838–1846)
- Território do Oregon (1848–1859)
- Território do Minnesota (1849–1858)
- Território do Novo México (1850–1912)
- Território do Utah (1850–1896)
- Território de Washington (1853–1889)
- Território do Kansas (1854–1861)
- Território do Nebraska (1854–1867)
- Território do Colorado (1861–1876)
- Território do Nevada (1861–1864)
- Território do Dakota (1861–1889) tornar-se-ia nos actuais Dakota do Norte e Dakota do Sul
- Território do Arizona (1863–1912)
- Território do Idaho (1863–1890)
- Território do Montana (1864–1889)
- Território do Wyoming (1868–1890)
- Território do Oklahoma (1890–1907) (precedido parcialmente pelo território indígena)
- Território do Hawaii (1898–1959)
- Território do Alasca (1912–1959) (precedido pelo Departamento do Alasca e Distrito do Alasca)

## Possessões e territórios ultramarinos subsequentemente devolvidos
- Zona do Canal do Panamá
- Commonwealth das Filipinas
- Protectorado das Ilhas do Pacífico das Nações Unidas
- Ryukyus
- Chamizal
- Rio Rico (Texas) (Horcón Tract)

## Estados independentes admitidos na União
- Reino do Hawaii posteriormente República do Hawaii
- República of Texas
- República de Novo Connecticut posteriormente República de Vermont
- República da Califórnia
- Provisional Government of Oregon
- Estado de Deseret

## Entidades auto-declaradas não reconhecidas
- Absaroka
- Kingdom of Beaver Island
- Republic of California
- Kingdom of Callaway
- Territory of Cimarron
- Conch Republic
- Confederate States of America
  - Arizona Territory (CSA)
- Estado de Deseret
- Estado de Franklin
- República de Indian Stream
- Estado de Jefferson
- Território de Jefferson
- Estado de Kanawha
- Estado de Lincoln
- República de Lakotah
- República de Long
- República de Madawaska
- Território de McDonald
- Território de Nataqua
- Nickajack
- Governo Provisório do Oregon
- Grande República de Rough e Ready
- Estado de Sequoyah
- República da Carolina do Sul
- Estado de Superior
- República de Transoconee
- República do Vermont
- República da Florida Ocidental
- Estado de Westmoreland
- Westsylvania
- República de Winston

## Regiões relacionadas com os povos ameríndios
- Comancheria
- Dinétah
- Lenapehoking
- Aztlan

## Nicknames
- Bible Belt
- Burnt-Over District
- Corn Belt
- Dust Bowl
- Grain Belt
- Jello Belt
- New England
- Rust Belt
- Tornado Alley
- Sun Belt
- Frost Belt